# Myrmica inezae
Myrmica inezae är en myrart som beskrevs av Auguste-Henri Forel 1902. Myrmica inezae ingår i släktet rödmyror, och familjen myror. Inga underarter finns listade i Catalogue of Life.